# حزب جمهوری‌خواه ارمنستان
حزب جمهوری‌خواه ارمنستان (ارمنی: Հայաստանի Հանրապետական Կուսակցություն, ՀՀԿ) یک حزب محافظه‌کار ملی در ارمنستان است. نخستین حزبی است که پس از استقلال ارمنستان در تاریخ ۲ آوریل ۱۹۹۰ تشکیل و در تاریخ ۱۴ مه ۱۹۹۱ به ثبت رسید. حزب جمهوری‌خواه بزرگترین حزب راستگرا در کشور ارمنستان است. این حزب بیشترین ارکان اصلی کشوری را در اختیار داشت.

## نتایج انتخابات
| انتخابات | آرا     | %    | صندلی‌ها   | +/–     | موقعیت | دولت                 |
| -------- | ------- | ---- | --------- | ------- | ------ | -------------------- |
| ۱۹۹۵*    | ۳۲۹٬۰۰۰ | ۴۳٫۹ | ۸۸ از ۱۹۰ | بی‌تغییر | 1st    | دولت                 |
| ۱۹۹۹**   | ۴۴۸٬۱۳۳ | ۴۱٫۳ | ۶۲ از ۱۳۱ | ۲۶      | 1st    | دولت                 |
| ۲۰۰۳     | ۲۷۸٬۷۱۲ | ۲۳٫۷ | ۳۳ از ۱۳۱ | ۲۹      | 1st    | دولت                 |
| ۲۰۰۷     | ۴۵۸٬۲۵۸ | ۳۳٫۹ | ۶۴ از ۱۳۱ | ۳۱      | 1st    | دولت                 |
| ۲۰۱۲     | ۶۶۴٬۴۴۰ | ۴۴٫۰ | ۶۹ از ۱۳۱ | ۵       | 1st    | دولت                 |
| ۲۰۱۷     | ۷۷۱٬۲۴۷ | ۴۹٫۲ | ۵۸ از ۱۰۵ | ۱۱      | 1st    | دولت (۲۰۱۷–۱۸)       |
| ۲۰۱۷     | ۷۷۱٬۲۴۷ | ۴۹٫۲ | ۵۸ از ۱۰۵ | ۱۱      | 1st    | Opposition (2018–19) |
| ۲۰۱۸     | ۵۹٬۰۵۹  | ۴٫۷  | ۰ از ۱۳۲  | ۵۸      | نداشت  | Extra-parliamentary  |

* As part of Republic bloc.

** As part of Unity bloc.

### انتخابات ریاست‌جمهوری
| سال  | نامزد                   | آرا                     | درصد                    | موقعیت                  |
| ۱۹۹۱ | آشوت ناواساردیان        |                         | ۰٫۱۶٪                   | ۶                       |
| ۱۹۹۶ | شرکت نکرد               | شرکت نکرد               | شرکت نکرد               | شرکت نکرد               |
| ۱۹۹۸ | شرکت نکرد               | شرکت نکرد               | شرکت نکرد               | شرکت نکرد               |
| ۲۰۰۳ | endorsed روبرت کوچاریان | endorsed روبرت کوچاریان | endorsed روبرت کوچاریان | endorsed روبرت کوچاریان |
| ۲۰۰۸ | سرژ سارگسیان            | ۸۶۲٬۳۶۹                 | ۵۲٫۸۲٪                  | ۱                       |
| ۲۰۱۳ | سرژ سارگسیان            | ۸۶۱٬۱۶۰                 | ۵۸٫۶۴٪                  | ۱                       |